# Leichtathletik-Juniorenafrikameisterschaften 1995
Die 2. Leichtathletik-Juniorenafrikameisterschaften fanden vom 20. bis 22. Juli 1995 in Bouaké in der westafrikanischen Elfenbeinküste statt. Es war dies die zweite Austragung der Juniorenwettkämpfe auf afrikanischer Ebene und wurden vom Afrikanischen Leichtathletikverband (CAA) organisiert. Es wurden 36 Bewerbe ausgetragen, 19 für Männer und 17 für Frauen.

## Resultate

### Männer

#### 100 m
| Platz | Athlet            | Land | Zeit (s) |
| ----- | ----------------- | ---- | -------- |
| 1     | Ibrahim Méité     | CIV  | 10,32 CR |
| 2     | Sunday Emmanuel   | NGR  | 10,42    |
| 3     | Abu Duah          | RSA  | 10,67    |
| 4     | Seun Ogunkoya     | NGR  | 10,74    |
| 5     | Ade Bayo          | CIV  | 11,78    |
| 6     | Stéphane Buckland | MRI  | 10,89    |
| 7     | Arcadius Fanou    | BEN  | 11,03    |
| 8     | Aziz Zakari       | GHA  | 11,08    |

Finale: 20. Juli
Wind: −1,1 m/s

#### 200 m
| Platz | Athlet          | Land | Zeit (s) |
| ----- | --------------- | ---- | -------- |
| 1     | Ibrahim Méité   | CIV  | 20,76 CR |
| 2     | Sunday Emmanuel | NGR  | 20,98    |
| 3     | Ahmed Douhou    | CIV  | 21,08    |
| 4     | Seun Ogunkoya   | NGR  | 21,11    |
| 5     | Albert Agyemang | GHA  | 21,26    |
| 6     | Aziz Zakari     | GHA  | 21,36    |
| 7     | Jacques Sambou  | SEN  |          |
| 8     | Arcadius Fanou  | BEN  | 22,34    |

Finale: 22. Juli
Wind: 0,0 m/s

#### 400 m
| Platz | Athlet         | Land | Zeit (s) |
| ----- | -------------- | ---- | -------- |
| 1     | Hyginus Anugho | NGR  | 47,91    |
| 2     | Lulu Basinyiu  | BOT  | 48,14    |
| 3     | Iddrisu Umar   | GHA  | 48,20    |
| 4     | Moses Asonya   | UGA  | 48,24    |
| 5     | Joel Okunorobo | NGR  | 48,49    |
| 6     | Chemo Sowe     | GAM  | 48,63    |
| 7     | Assan John     | GAM  | ?        |
|       | Mahongo Mokoko | BOT  | DNF      |

Finale: 21. Juli

#### 800 m
| Platz | Athlet           | Land | Zeit (min) |
| ----- | ---------------- | ---- | ---------- |
| 1     | Japheth Kimutai  | KEN  | 1:47,67 CR |
| 2     | Khalifa Boutahri | MAR  | 1:48,79    |
| 3     | Abraham Kibet    | KEN  | 1:50,32    |
| 4     | Moses Ahiable    | GHA  | 1:53,50    |
| 5     | Momodou Drammeh  | GAM  | 1:53,55    |
| 6     | Hyginus Anugho   | NGR  | 1:53,61    |
| 7     | Frédéric Anoh    | CIV  | 1:53,63    |
| 8     | Salem Messaoui   | ALG  | 1:57,51    |

Finale: 21. Juli

#### 1500 m
| Platz | Athlet            | Land | Zeit (min) |
| ----- | ----------------- | ---- | ---------- |
| 1     | Japheth Kimutai   | KEN  | 3:49,78    |
| 2     | Khalifa Boutahri  | MAR  | 3:52,44    |
| 3     | Abraham Kibet     | KEN  | 3:54,10    |
| 4     | Frédéric Anoh     | CIV  | 3:56,29    |
| 5     | Zannou Gomez      | GAM  | 3:59,33    |
| 6     | Jean-Bernard Yaro | BFA  | 4:02,46    |
| 7     | Baghdad Rachem    | ALG  | 4:04,82    |
| 8     | Ouro Ifaatcha     | TOG  | 4:08,14    |

22. Juli

#### 5000 m
| Platz | Athlet                | Land | Zeit (min) |
| ----- | --------------------- | ---- | ---------- |
| 1     | Charles Kwambai       | KEN  | 14:15,12   |
| 2     | Mark Bett             | KEN  | 14:15,38   |
| 3     | Mohammed Amyn         | MAR  | 14:15,49   |
| 4     | Venancio Mbula        | ANG  | 15:00,11   |
| 5     | Zannou Gomez          | GAM  | 15:20,18   |
| 6     | Aboubacar Diallo      | GUI  | 15:55,09   |
| 7     | Assounane Dan Kassoua | NIG  | 16:09,35   |
| 8     | Imorou Zato           | BEN  | 16:12,02   |

22. Juli

#### 10.000 m
| Platz | Athlet            | Land | Zeit (min)  |
| ----- | ----------------- | ---- | ----------- |
| 1     | Charles Kwambai   | KEN  | 29:43,05 CR |
| 2     | Mark Bette        | KEN  | 29:44,08    |
| 3     | Mohamed el-Hattab | MAR  | 30:30,80    |
| 4     | Venancio Mbula    | ANG  | 31:22,20    |
| 5     | Alain Kra Kouadio | CIV  | 32:21,50    |
| 6     | Awesso Paka       | TOG  | 33:46,40    |

20. Juli

#### 110 m Hürden
| Platz | Athlet            | Land | Zeit (s) |
| ----- | ----------------- | ---- | -------- |
| 1     | William Mene      | NGR  | 14,58 CR |
| 2     | Djeke Mambo       | ZAI  | 14,88    |
| 3     | Severin Guede     | CIV  | 16,18    |
| 4     | Crespin Adanguidi | BEN  | 16,20    |
| 5     | Bawi Abdul Nacro  | BFA  | 16,31    |
|       | Hassan Qormassi   | MAR  | DNF      |
|       | Barthélémy Koffi  | CIV  | DNF      |

21. Juli

Wind: 0,0 m/s

#### 400 m Hürden
| Platz | Athlet                | Land | Zeit (s) |
| ----- | --------------------- | ---- | -------- |
| 1     | Osita Okeagu          | NGR  | 51,83 CR |
| 2     | Faycal Kacemi         | MAR  | 52,60    |
| 3     | Hassan Qormassi       | MAR  | 52,77    |
| 4     | Mohamed Lamine Hamdli | ALG  | 52,96    |
| 5     | Alain Ndri            | CIV  | 55,73    |
| 6     | Souleymane Cissoko    | MLI  | 55,84    |
| 7     | Crespin Adanguidi     | BEN  | 57,77    |
|       | Barthélémy Koffi      | CIV  | DNS      |

Finale: 22. Juli

#### 3000 m Hindernis
| Platz | Athlet          | Land | Zeit (min) |
| ----- | --------------- | ---- | ---------- |
| 1     | Charles Kwambai | KEN  | 09:05,83   |
| 2     | Mark Bett       | KEN  | 09:08,82   |
| 3     | Laïd Bessou     | ALG  | 09:20,30   |
| 4     | Lyes Ramoul     | ALG  | 09:30,65   |
| 5     | Charles Neboua  | BFA  | 09:53,18   |
| 6     | Cocou Gbaglo    | BEN  | 10:21,75   |

22. Juli

#### 4 × 100 m Staffel
| Platz | Land           | Athleten                                       | Zeit (s) |
| ----- | -------------- | ---------------------------------------------- | -------- |
| 1     | Elfenbeinküste | Yves Sonan Ahmed Douhou Ade Bayo Ibrahim Méité | 39,51 CR |
| 2     | Ghana          |                                                | 39,99    |
| 3     | Nigeria        |                                                | 40,51    |
| 4     | Gambia         |                                                | 42,16    |
| 5     | Marokko        |                                                | 42,90    |
| 6     | Benin          |                                                | 43,12    |
| 7     | Guinea         |                                                | 43,39    |

22. Juli

#### 4 × 400 m Staffel
| Platz | Land           | Athleten                                              | Zeit (min) |
| ----- | -------------- | ----------------------------------------------------- | ---------- |
| 1     | Nigeria        | Joel Okunorobo Osita Okeagu Oluwasegun Hyginus Anugho | 3:12,79    |
| 2     | Botswana       |                                                       | 3:14,03    |
| 3     | Elfenbeinküste |                                                       | 3:16,76    |
| 4     | Marokko        |                                                       | 3:18,46    |
| 5     | Algerien       |                                                       | 3:19,37    |
| 6     | Togo           |                                                       | 3:21,89    |
| 7     | Mali           |                                                       | 3:22,66    |
| 8     | Ghana          |                                                       | 3:28,65    |

22. Juli

#### Hochsprung
| Platz | Athlet             | Land | Höhe (m) |
| ----- | ------------------ | ---- | -------- |
| 1     | Abderahmane Hammad | ALG  | 2,12 =CR |
| 2     | Olivier Sanou      | BFA  | 2,09     |
| 3     | Oumar Soulaké      | MLI  | 2,06     |
| 4     | Alex Aryettey      | GHA  | 2,00     |
| 5     | Alassane Traore    | CIV  | 1,90     |
| 6     | Aminji Senoué      | TOG  | 1,85     |

21. Juli

#### Stabhochsprung
| Platz | Athlet           | Land | Höhe (m) |
| ----- | ---------------- | ---- | -------- |
| 1     | Mohamed Benyahia | ALG  | 4,60 CR  |
| 2     | Adjei Mensah     | GHA  | 4,10     |
|       | Rafik Mefti      | ALG  | NH       |

22. Juli

#### Weitsprung
| Platz | Athlet             | Land | Weite (m) |
| ----- | ------------------ | ---- | --------- |
| 1     | Téko Folligan      | TOG  | 7,55 CR   |
| 2     | Mehdi el-Ghazouani | MAR  | 7,24      |
| 3     | Pa Momodou Gai     | GAM  | 7,17      |
| 4     | Younès Moudrik     | MAR  | 7,12      |
| 5     | Kenneth Andam      | GHA  | 7,04      |
| 6     | Karim Ould Ahmed   | ALG  | 7,01      |
| 7     | Assama Ibrahim     | EGY  | 7,01      |
| 8     | Paul Shagora       | NGR  | 6,69      |

20. Juli

#### Dreisprung
| Platz | Athlet             | Land | Weite (m) |
| ----- | ------------------ | ---- | --------- |
| 1     | Kenneth Andam      | GHA  | 15,63 CR  |
| 2     | Olivier Sanou      | BFA  | 15,56     |
| 3     | Karim Ould Ahmed   | ALG  | 15,54     |
| 4     | Djeke Mambo        | ZAI  | 15,24     |
| 5     | Assama Ibrahim     | EGY  | 15,11     |
| 6     | Paul Shagora       | NGR  | 15,02     |
| 7     | Yves Sonan         | CIV  | 14,84     |
| 8     | Mehdi el-Ghazouani | MAR  | 14,73     |

22. Juli

#### Kugelstoßen
| Platz | Athlet               | Land | Weite (m) |
| ----- | -------------------- | ---- | --------- |
| 1     | Walid Jamil Mustapha | EGY  | 14,87 CR  |
| 2     | Samson Ahmadu        | NGR  | 14,77     |
| 3     | Gerald Cudjoe        | GHA  | 14,17     |
| 4     | Augustin Compaore    | BFA  | 12,23     |
| 5     | Abzoumana Agnini     | CIV  | 11,82     |
| 6     | Olivier Digbeu       | CIV  | 11,80     |

21. Juli

#### Diskuswurf
| Platz | Athlet               | Land | Weite (m) |
| ----- | -------------------- | ---- | --------- |
| 1     | Walid Jamil Mustapha | EGY  | 48,34 CR  |
| 2     | Samson Ahmadu        | NGR  | 47,04     |
| 3     | Tarek Yazidi         | TUN  | 45,88     |
| 4     | Olivier Digbeu       | CIV  | 35,40     |
| 5     | Abzoumana Agnini     | CIV  | 31,58     |

20. Juli

#### Speerwurf
| Platz | Athlet                | Land | Weite (m) |
| ----- | --------------------- | ---- | --------- |
| 1     | Roland Vermeulen      | ZIM  | 62,08     |
| 2     | Richard Agyepong      | GHA  | 55,52     |
| 3     | Zakaria Abou Saoud    | EGY  | 53,24     |
| 4     | Benoît Kouadio Lingué | CIV  | 51,46     |
| 5     | Kouassi Kanga         | CIV  | 48,42     |
| 6     | Augustin Compaore     | BFA  | 46,50     |
| 7     | Samson Ahmadu         | NGR  | 45,38     |
| 8     | Eric Houinato         | BEN  | 45,12     |

20. Juli

### Frauen

#### 100 m
| Platz | Athletin         | Land | Zeit (s) |
| ----- | ---------------- | ---- | -------- |
| 1     | Mercy Nku        | NGR  | 11,38 CR |
| 2     | Gloria Kemasuode | NGR  | 11,94    |
| 3     | Saliha Hammadi   | ALG  | 12,00    |
| 4     | Michele Akpane   | CIV  | 12,26    |
| 5     | Mavis Akoto      | GHA  | 12,53    |
| 6     | Aminata Diouf    | SEN  | 12,56    |
| 7     | Seynabou Ndiaye  | SEN  | 12,76    |

20. Juli
Wind: −1,0 m/s

#### 200 m
| Platz | Athletin       | Land | Zeit (s) |
| ----- | -------------- | ---- | -------- |
| 1     | Mercy Nku      | NGR  | 23,63    |
| 2     | Vida Nsiah     | GHA  | 24,24    |
| 3     | Naomi Mills    | GHA  | 24,53    |
| 4     | Esther Foufoué | CIV  | 24,70    |
| 5     | Aminata Diouf  | SEN  | 24,53    |
| 6     | Fanta Ceesay   | GAM  | 25,88    |
| 7     | Fatou Diallo   | MLI  | 26,20    |
|       | Chinedu Odozor | NGR  | DNS      |

Finale: 22. Juli

#### 400 m
| Platz | Athletin           | Land | Zeit (s) |
| ----- | ------------------ | ---- | -------- |
| 1     | Florence Ekpo-Umoh | NGR  | 54,48    |
| 2     | Agnes Nuamah       | GHA  | 56,40    |
| 3     | Nahida Touhami     | ALG  | 57,43    |
| 4     | Mariam Kanao       | BFA  | 57,49    |
| 5     | Mary Quartey       | GHA  | 58,44    |
| 6     | Nachata Meité      | CIV  | 58,82    |
| 7     | Messaha Soumahoro  | CIV  | 60,60    |
| 8     | Sylla M’Mah Touré  | GUI  | 61,43    |

Finale: 21. Juli

#### 800 m
| Platz | Athletin             | Land | Zeit (min) |
| ----- | -------------------- | ---- | ---------- |
| 1     | Nancy Jebet Langat   | KEN  | 2:11,69    |
| 2     | Elizabeth Akpan      | NGR  | 2:14,60    |
| 3     | Djeneba Silue        | CIV  | 2:15,62    |
| 4     | Zenobia Arrang       | ZIM  | 2:20,82    |
| 5     | Ablavi Agbenyeke     | TOG  | 2:23,36    |
| 6     | Guilhermina Velhinto | ANG  | 2:26,55    |
| 7     | Tanella Goly         | CIV  | 2:32,31    |
| 8     | Adama Njie           | GAM  | 2:35,41    |

Finale: 21. Juli

#### 1500 m
| Platz | Athletin               | Land | Zeit (min) |
| ----- | ---------------------- | ---- | ---------- |
| 1     | Hellen Jemaiyo Kimutai | KEN  | 4:20,46    |
| 2     | Nancy Jebet Langat     | KEN  | 4:23,35    |
| 3     | Bouchra Benthami       | MAR  | 4:25,68    |
| 4     | Saliha Kacemi          | ALG  | 4:27,85    |
| 5     | Letiwe Marakurwa       | ZIM  | 4:36,62    |
| 6     | Mercy Emmanuel         | NGR  | 4:48,19    |
| 7     | Odette Hie             | CIV  | 4:48,85    |
| 8     | Rachida Mahamane       | NIG  | 4:48,91    |

22. Juli

#### 3000 m
| Platz | Athletin               | Land | Zeit (min) |
| ----- | ---------------------- | ---- | ---------- |
| 1     | Hellen Jemaiyo Kimutai | KEN  | 09:15,68   |
| 2     | Joan Jepkorir Aiyabei  | KEN  | 09:29,94   |
| 3     | Bouchra Benthami       | MAR  | 09:44,14   |
| 4     | Letiwe Marakurwa       | ZIM  | 10:03,57   |
| 5     | Maférima Traore        | CIV  | 10:20,73   |
| 6     | Gladys Adoma           | GHA  | 10:27,58   |
| 7     | Rachida Mahamane       | NIG  | 10:28,09   |
| 8     | Suka Ebenezer          | NGR  | 10:46,39   |

20. Juli

#### 10.000 m
| Platz | Athletin              | Land | Zeit (min) |
| ----- | --------------------- | ---- | ---------- |
| 1     | Joan Jepkorir Aiyabei | KEN  | 34:40,61   |
| 2     | Elizabeth Ewoi        | KEN  | 35:21,25   |
| 3     | Esther Nherera        | ZIM  | 38:11,34   |
| 4     | Maférima Traorea      | CIV  | 38:27,14   |
| 5     | Nadège Affoué         | CIV  | 41:15,25   |

8. Juli

#### 100 m Hürden
| Platz | Athletin        | Land | Zeit (s) |
| ----- | --------------- | ---- | -------- |
| 1     | Vida Nsiah      | GHA  | 13,77 CR |
| 2     | Glory Alozie    | NGR  | 14,21    |
| 3     | Ahlam Allali    | ALG  | 15,08    |
| 4     | Gnima Touré     | SEN  | 15,40    |
| 5     | Fatma Dkouk     | MAR  | 15,42    |
| 6     | Juliette Kaboré | BFA  | 16,00    |
| 7     | Cordelia Narh   | GHA  | 16,005   |
|       | Esther Foufoué  | CIV  | DNF      |
|       | Beatrice Biwott | KEN  | DSQ      |

21. Juli

#### 400 m Hürden
| Platz | Athletin                | Land | Zeit (s) |
| ----- | ----------------------- | ---- | -------- |
| 1     | Beatrice Biwott         | KEN  | 62,54    |
| 2     | Zahra Lachguer          | MAR  | 63,16    |
| 3     | Juliette Kaboré         | BFA  | 63,18    |
| 4     | Mariam Kanao            | BFA  | 63,53    |
| 5     | Gnima Touré             | SEN  | 63,59    |
| 6     | Christiane Yao          | CIV  | 64,34    |
| 7     | Fabienne Ahoomey-Zounou | TOG  | 69,29    |

22. Juli

#### 4 × 100 m Staffel
| Platz | Land           | Athleten | Zeit (s) |
| ----- | -------------- | -------- | -------- |
| 1     | Nigeria        |          | 45,91    |
| 2     | Ghana          |          | 46,40    |
| 3     | Elfenbeinküste |          | 48,31    |
| 4     | Senegal        |          | 48,80    |
| 5     | Burkina Faso   |          | 49,96    |
| 6     | Mali           |          | 50,49    |
| 7     | Benin          |          | 51,30    |
| 8     | Guinea         |          | 51,53    |

22. Juli

#### 4 × 400 m Staffel
| Platz | Land           | Athleten | Zeit (min) |
| ----- | -------------- | -------- | ---------- |
| 1     | Nigeria        |          | 3:47,76    |
| 2     | Algerien       |          | 3:50,94    |
| 3     | Elfenbeinküste |          | 3:56,69    |
| 4     | Burkina Faso   |          | 4:03,30    |
| 5     | Senegal        |          | 4:09,01    |

22. Juli

#### Hochsprung
| Platz | Athletin           | Land | Höhe (m) |
| ----- | ------------------ | ---- | -------- |
| 1     | Nkechinyere Mbaoma | NGR  | 1,73 CR  |
| 2     | Irène Tiendrébéogo | BFA  | 1,73     |
| 3     | Jeannine Ble       | CIV  | 1,65     |
| 4     | Fanta Traore       | CIV  | 1,65     |
| 5     | Cordelia Narh      | GHA  | 1,65     |
| 6     | Koïta Yah Soucko   | MLI  | 1,45     |

20. Juli

#### Weitsprung
| Platz | Athletin            | Land | Weite (m) |
| ----- | ------------------- | ---- | --------- |
| 1     | Chinedu Odozor      | NGR  | 5,92 CR   |
| 2     | Gloria Kemasuode    | NGR  | 5,80      |
| 3     | Vida Nsiah          | GHA  | 5,76      |
| 4     | Adelaide Koudougnon | BFA  | 5,45      |
| 5     | Baya Rahouli        | ALG  | 5,43      |
| 6     | Michele Akpane      | CIV  | 5,33      |
| 7     | Amadou Latifadou    | BFA  | 5,28      |
| 8     | Fatma Dkouk         | MAR  | 5,22      |

22. Juli

#### Dreisprung
| Platz | Athletin             | Land | Weite (m) |
| ----- | -------------------- | ---- | --------- |
| 1     | Baya Rahouli         | ALG  | 13,09 CR  |
| 2     | Chantal Ouoba        | BFA  | 11,99     |
| 3     | Adelaide Koudougnon  | CIV  | 11,93     |
| 4     | Nabila Jaouhara      | MAR  | 11,67     |
| 5     | Fatma Dkouk          | MAR  | 11,62     |
| 6     | Nkechinyere Mbaoma   | NGR  | 11,52     |
| 7     | Noelle Ouagrawa      | BFA  | 11,40     |
| 8     | Matharie Diarrasouba | CIV  | 10,65     |

21. Juli

#### Kugelstoßen
| Platz | Athletin        | Land | Weite (m) |
| ----- | --------------- | ---- | --------- |
| 1     | Iman Mahrous    | EGY  | 13,13 CR  |
| 2     | Stella Okpokwu  | NGR  | 12,10     |
| 3     | Inès Ouédraogo  | BFA  | 11,82     |
| 4     | Massitan Diallo | MLI  | 11,41     |
| 5     | Douali Toua     | CIV  | 11,06     |
| 6     | Aïda Sellam     | TUN  | 10,68     |
| 7     | Germaine Dakwo  | MLI  | 10,20     |
| 8     | Agnes Afiy      | GHA  | 10,12     |

#### Diskuswurf
| Platz | Athletin         | Land | Weite (m) |
| ----- | ---------------- | ---- | --------- |
| 1     | Stella Okpokwu   | NGR  | 36,96     |
| 2     | Chantal Obou Cho | CIV  | 33,86     |
| 3     | Iman Mahrous     | EGY  | 31,56     |
| 4     | Alifatou Fondoh  | TOG  | 29,32     |
| 5     | Massitan Diallo  | MLI  | 23,60     |

22. Juli

#### Speerwurf
| Platz | Athletin           | Land | Weite (m) |
| ----- | ------------------ | ---- | --------- |
| 1     | Aïda Sellam        | TUN  | 47,38 CR  |
| 2     | Agnes Afiyo        | GHA  | 39,00     |
| 3     | Zahra Lachguer     | MAR  | 38,92     |
| 4     | Fatou Ouattara     | CIV  | 38,12     |
| 5     | Estelle Kagambégaa | BFA  | 36,32     |
| 6     | Chantal Obou Cho   | CIV  | 35,32     |
| 7     | Germaine Dakwo     | MLI  | 28,90     |
| 8     | Fernande Atanidjé  | MLI  | 23,72     |

21. Juli

## Abkürzungen
| - WR = Weltrekord - WJR = Juniorenweltrekord - OR = olympischer Rekord - YOR = olympischer Jugendrekord - AR = Kontinentalrekord - AJR = Juniorenkontinentalrekord - NR = nationaler Rekord - NJR = nationaler Juniorenrekord - CR = Meisterschaftsrekord - MR = Veranstaltungsrekord | - WB = Weltbestleistung - WJB = Juniorenweltbestleistung - WYB = Jugendweltbestleistung - AB = Kontinentbestleistung - AJB = Juniorenkontinentalbestleistung - AYB = Jugendkontinentalbestleistung - NB = nationale Bestleistung - NJR = nationale Juniorenbestleistung - NYB = nationale Jugendbestleistung | - PB = persönliche Bestleistung - SB = persönliche Saisonbestleistung - QB = Qualifikationsbestleistung - WL = Weltjahresbestleistung - WJL = Juniorenweltjahresbestleistung - WYL = Jugendweltjahresbestleistung - DSQ = disqualifiziert (engl. Disqualified) - DNS = Wettkampf nicht angetreten (engl. Did Not Start) - DNF = Wettkampf nicht beendet (engl. Did Not Finish) |

## Medaillenspiegel
| Platz  | Land           | Gold | Silber | Bronze | Gesamt |
| ------ | -------------- | ---- | ------ | ------ | ------ |
| 01     | Nigeria        | 12   | 9      | 1      | 22     |
| 02     | Kenia          | 10   | 6      | 2      | 18     |
| 03     | Elfenbeinküste | 3    | 1      | 8      | 12     |
| 04     | Algerien       | 3    | 1      | 5      | 8      |
| 05     | Ägypten        | 3    | 0      | 2      | 5      |
| 06     | Ghana          | 2    | 7      | 5      | 14     |
| 07     | Tunesien       | 1    | 0      | 1      | 2      |
| 07     | Simbabwe       | 1    | 0      | 1      | 2      |
| 09     | Togo           | 1    | 0      | 0      | 1      |
| 10     | Marokko        | 0    | 5      | 6      | 11     |
| 11     | Burkina Faso   | 0    | 4      | 2      | 6      |
| 12     | Botswana       | 0    | 2      | 0      | 2      |
| 13     | Zaire          | 0    | 1      | 0      | 1      |
| 14     | Gambia         | 0    | 0      | 1      | 1      |
| 14     | Mali           | 0    | 0      | 1      | 1      |
| Gesamt | Gesamt         | 36   | 36     | 35     | 107    |